# Contributionalen
Das Contributionale war in einigen Territorien im Heiligen Römischen Reich während der Frühen Neuzeit eine Form vor allem der Grund- und Gebäudesteuern. Die Bewilligung des Contributionale stand den landständischen Vertretungen zu, die teilweise auch selbst die Erhebung durchführten. Im Gegensatz dazu bezeichnet das Camerale die Einkünfte der Landesherren aus ihrem Kammergut.